# Ayyampettai (Thanjavur)
Ayyampettai es una ciudad y nagar Panchayat situada en el distrito de Thanjavur en el estado de Tamil Nadu (India). Su población es de 16263 habitantes (2011). Se encuentra a 15 km de Thanjavur.

## Demografía
Según el censo de 2011 la población de Ayyampettai era de 16263 habitantes, de los cuales 7593 eran hombres y 8670 eran mujeres. Ayyampettai tiene una tasa media de alfabetización del 89,02%, superior a la media estatal del 80,09%: la alfabetización masculina es del 93,32%, y la alfabetización femenina del 85,31%.